# Японские инструкторы-артиллеристы в России
Японские инструкторы-артиллеристы в России (яп. ロシア (重砲) へ派遣された軍事支援団, дословно: группы военной поддержки, направленные в Россию (тяжёлая артиллерия); в русском делопроизводстве «японские офицеры») — группа японских военных специалистов, направленных в Российскую империю во время Первой мировой войны для оказания помощи в установке и обучении русской армии использованию осадных артиллерийских установок, приобретенных у Японии. В апреле 1915 года японские инструкторы прибыли в Петроград и установили осадные артиллерийские системы в крепостях Гродно и Ревель, руководя их использованием. Эта помощь в обучении и обслуживании, была признана русским командованием «чрезвычайно важной». Японские военные специалисты окончательно покинули Россию в конце 1917 года.

## Переговоры
Российское командование во время войны выразило сильное желание приобрести укомплектованные части осадной артиллерии. Однако японское правительство дважды отклоняло эту просьбу в ноябре 1914 года из-за практических трудностей и опасений по поводу возможных беспорядков в Китае. Тем не менее, после настойчивого давления со стороны маршала Ямагаты Аритомо и принца Котохито, японское военное министерство в декабре сообщило российскому послу, что Япония готова предоставить 60 гаубиц и крупнокалиберных пушек со снарядами Круппа из осадного парка Циндао, японская сторона также согласилась отправить своих артиллерийских инструкторов. Однако стороны договорились, что число инструкторов должно быть минимальное количество, поскольку Японии было необходимо успокоить общественное мнение, а России — сохранить свой престиж. Например, генерал-инспектор артиллерии Сергей Михайлович запретил называть японцев инструкторами, поскольку посчитал это «обидным для русской артиллерии». 
В марте 1915 года Япония направила Николаю Андреевичу Малевскому официальный меморандум, в котором специально указывала, что японские артиллеристы не будут участвовать в активных боевых действиях. За их проезд и другие расходы отвечало японское правительство, а в свою очередь, русская сторона обязалась выплачивать единовременные пособия в случае ранения, увечья или смерти японцев в размере от 4 до 50 тысяч иен за каждого, от «мастерового» до старшего офицера. 
По мнению русского исследователя Барышева Э. А., отправка японских инструкторов на русский фронт была явной «политической мерой», предпринятой Японией с целью преувеличить свой вклад в борьбе Антанты с Германией. Историк Павлов А. Ю заявляет, что с этим мнением можно согласиться лишь отчасти, поскольку для России инструкторы-артиллеристы действительно были необходимы и инициатива отправки японских специалистов исходила из Ставки Верховного главнокомандующего. Он отмечает, что в апреле 1915 года комендант крепости Гродно просил Ставку срочно отправить специалиста по установке японских орудий и приводит в пример участника войны А. А. Свечина, который писал: «В Шинкунах моему батальону была придана вновь сформированная полубатарея 104-го артиллерийского дивизиона, вооруженная японскими пушками. Командовавший ею капитан доложил мне, что стрелять вообще он умеет, но из японских пушек ни ему, ни его артиллеристам стрелять не приходилось. В 3 км впереди были немцы. Я предложил ему поупражняться, на что он с охотой пошел. Стрельба показала, что искусство использования незнакомой пушки дается не так легко».
Историк Вадим Михайлов считает, что несмотря на опасения возможного противостояния между Россией и Японией до начала Первой мировой войны, в реальных условиях их союзнических отношений в 1914-1917 гг. Япония направила в Россию артиллерийских инструкторов исключительно для оказания военной помощи, не преследуя при этом каких-либо скрытых целей для последующих действий против России. Он также отмечает, что отправка ограниченного контингента японских инструкторов-артиллеристов на фоне нереалистичных французских проектов вывоза в Европу 400-800 тыс. японских солдат показывает разумность и взвешенность российской политики, несмотря на неудачи русской армии в 1915 году.

## Деятельность

### Прибытие и обучение

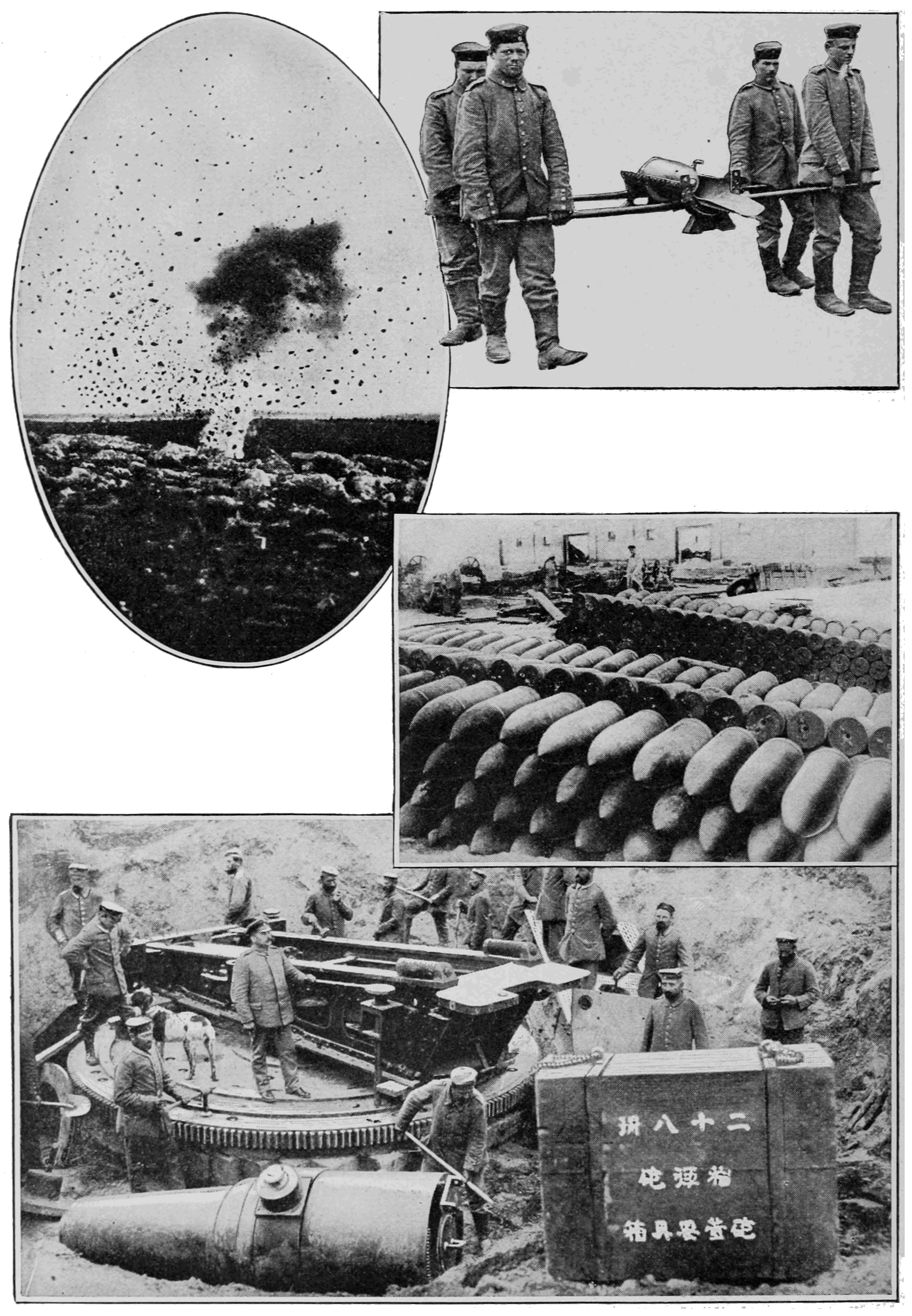
Самая нижняя фотография — немецкие солдаты откапывают 280-мм японскую гаубицу в крепости Гродно

В апреле 1915 года из Циндао в Петроград была отправлена японская осадная артиллерия, которая прибыла туда несколькими партиями. 29 японских артиллеристов, среди которых было 12 офицеров, приехали 6 апреля 1915 года. Военный министр В. А. Сухомлинов в личном письме начальнику штаба Верховного главнокомандующего Н. Н. Янушкевичу кратко сообщил их прибытии.    
Инструкторами руководил полковник Миягава, а переводчиком был поручик Кимура, который присоединился к ним позже. Капитан Н. Осипов, помощник военного атташе, назначенный Самойловым, сопровождал их от Японии. После двух месяцев обучения в Офицерской артиллерийской школе и проведения учебных стрельб на Сергиевском полигоне под Лугой японцы получили задание установить свои тяжелые орудия в крепостях Гродно и Ревеля. Также они находились в Кронштадте, где формировались дивизионы тяжелой артиллерии.    
С ноября 1914 года в Гродно началась подготовка тяжелого мортирного полка с мортирами 280-мм и 229-мм старого образца и тяжелого пушечного полка, вооруженного орудиями от морского ведомства. В 1915 году крепость Гродно также получила 37 крупнокалиберных орудий, купленных в Японии – 27 28-см гаубиц и 10 пушек 24-см, которые были размещены на позициях под контролем японских специалистов. Японская артиллерия была устаревшей, но ещё способной вести бой. Командующий армейским корпусом, стоявшим в крепости, вспоминал, как 4-5 выстрелов японской артиллерии вызвали смятение в немецком штабе в Сопоцкинском монастыре, расположенном в 20 км от Гродно. Летом 1915 года в крепости Гродно японские инструкторы-артиллеристы получили разрешение посетить русские войска на боевых позициях. После эвакуации крепости Гродно в августе 1915 года около 10 японских 280-мм гаубиц остались в Гродно и часть из них были захвачены немецкими войсками. 
В Ревеле, где находилась главная оперативная база Балтийского флота и морская крепость с фортами и береговыми батареями, осенью 1915 года японские инструкторы под руководством капитана Таий установили японские крупнокалиберные орудия.
Другая группа японцев занималась обучением новых русских подразделений в тыловых городах – Киеве, Казани, Одессе, Саратове; по просьбе ГАУ, они учили не только обращению с гаубичной артиллерией, но и с легкой, 75-мм, полевой пушкой Арисака.  
Русское военное руководство тем временем перестало интересоваться масштабным сотрудничеством с японскими артиллеристами. В 1915 году в русской армии использовалось 216 пушек Арисака образцов 1898 и 1908 гг, а к концу года их число выросло до 456 орудий разных типов, поставленных из Японии; однако обученных артиллеристов все ещё не хватало. Несмотря на это, ГАУ не стало приглашать японских военных инструкторов на постоянной основе «из-за возможных недоразумений между ними и нашими нижними чинами». Причина в том, что большая часть японских офицеров-артиллеристов (9 из 12-ти), которых пригласили, участвовали в русско-японской войне. 
Большинство японцев, которые должны были пробыть в России три месяца, остались там почти на год – в январе 1916 года 9 из 13-ти офицеров и 15 из 17-ти «нижних чинов» вернулись на родину живыми и здоровыми. Русское командование, позднее награждая японских артиллеристов, отметило, что подготовка ими «целого комплекта офицеров и нижних чинов» артиллерии имела «крайне важное значение».  
Остальные вместе с Миягава продолжали работать в России до конца 1917 года, в основном – для тестирования японских горных орудий, которые планировало приобрести ГАУ. Потребность в горной артиллерии тогда была весьма актуальной, особенно осенью 1916 года, когда по личному распоряжению императора в Севастополе началось формирование десантной дивизии для планировавшейся, но так и не осуществленной операции на Босфоре. Для этого десанта требовались облегченные виды артиллерии, и японские горные орудия могли стать одним из вариантов.   
На межсоюзнической конференции 29 ноября 1916 года в ответ на претензии России о недостаточной военной помощи представители японской армии упомянули, что ими в русскую армию были направлены инструкторы-добровольцы.   
По данным американского историка Тимоти Доулинга, генерал А. А. Брусилов при подготовке наступления своего Юго-Западного фронта в 1916 году для надлежащего обучения артиллеристов привлёк «французских и японских артиллерийских ветеранов».   
В конце 1916 года генерал Миягава в сопровождении своего адъютанта совершил инспекционную поездку на Северный фронт для осмотра Риги и Рижского укрепрайона. Визит сопровождался взаимодействием с высшим командованием фронта. Непосредственно с позиций, из Риги, Миягава последовательно направил две благодарственные телеграммы: 26 ноября — генерал-квартирмейстеру штаба, генерал-майору В. Г. Болдыреву, за «оказанную нам любезность и внимание», а на следующий день, 27 ноября — его начальнику, главе штаба фронта генералу Ю. Н. Данилову. Подчеркивая важность визита, по возвращении в Петроград 5 декабря Миягава отправил генералу Данилову ещё одну телеграмму, в которой выражал «искреннюю благодарность за оказанное... большое содействие при посещении Вашего фронта» и желал «дальнейших боевых успехов».  

### Окончание миссии
В связи с нестабильной обстановкой в России и слухами о возможном переезде Временного правительства в Москву, 19 сентября 1917 года военный атташе Исидзаки Дзэндзиро обратился в Токио с просьбой разрешить перевод части персонала в Москву на случай эвакуации. В сентябре 1917 года полковника Миягава отозвали на родину «по болезни» и 1 ноября 1917 года по разрешению из Токио в Москву прибыл сменивший Миягаву на посту главы артиллерийских инструкторов подполковник Киёси Фуруя, который ранее был наблюдателем при 5-й армии. Он возглавил создание московской резидентуры японских военных и два дня спустя направил первую телеграмму с информацией о ситуации в городе. Этот шаг позволил японской разведке получать важные сведения о революционных событиях в России. К началу Октябрьской революции 1917 года японские инструкторы находились в Москве.
На фоне нарастающей нестабильности и возможного разрыва отношений с Россией, 7 декабря 1917 года японское военное министерство потребовало от атташе Исидзаки доложить варианты эвакуации японских офицеров. 16 декабря он изложил план, в котором предполагалось, что артиллерийские инструкторы должны отправиться в Великобританию, или в случае невозможности, вернуться через Сибирь на родину. С 17 по 27 декабря в Токио состоялось заседание Чрезвычайного комитета по изучению вопросов внешней политики, на котором правительство свернуло военное сотрудничество с Россией, в результате чего большая часть сотрудников военной миссии вернулась из России домой, в то время как подполковник Фуруя остался в России. В 1918 году Фуруя был назначен японским военным атташе в уже советской России. 
Японские инструкторы-артиллеристы были одними из немногочисленных военных представителей Японии в Европейской России во время Первой мировой войны наряду с японскими наблюдателями, атташе, водолазами и добровольцами. 

## Слухи об участии в боевых действиях
Активные союзнические переговоры между Россией и Японией породили множество слухов об участии японцев в боях на Восточном фронте. Например, британский наблюдатель, генерал Нокс, свидетельствовал, что в октябре 1914 года немецкие войска, понеся большие потери, спешно покинули один из польских городов, полагая, что либо против них воюют сами японцы, либо японцы управляют русской армией. Джон Бакен в «A History of the Great War» 1922 года также написал, что японские артиллеристы со своими тяжелыми орудиями оказали существенную помощь русским войскам в обороне Варшавы в октябре 1914 года. В работе «Japan, the rise of a modern power» (1918), изданной Оксфордским университетом, утверждалось, что «японские орудия и артиллеристы в ноябре 1915 года присутствовали в Варшаве, когда фон Гинденбург атаковал этот город в первый раз».
По мнению историков Я.А. Голубинова и Б.И. Колоницкого именно приезд японских инструкторов-артиллеристов и дал повод к подобным слухам. Иную точку зрения высказал кандидат исторических наук Константин Саркисов, который в 2016 году во время интервью «Российской газете» высказал предположение, что «в газеты и журналы того времени скупо просачивались, видимо, засекреченные сведения о целых воинских подразделениях, в частности, артиллеристов, в составе российских корпусов на передовых».
Французский офицер, вернувшийся с Западного фронта на Месопотамский, сообщал что по его сведениям, японская артиллерия сражалась в рядах российских армий, а также что японцы отправили большое число артиллерийских инструкторов в Россию для обучения русских артиллеристов. Аналогичную информацию сообщали и другие свидетели. 
Осборн Сидней, автор политического исследования Японии и её отношений с другими странами, заявляет, что генерал А.А. Брусилов просил японских офицеров инструкторов возглавить артиллерию в наступлении. Другие СМИ и журналы также указывают, что японские артиллеристы принимали участие в Брусиловском прорыве и командовали русскими артиллерийскими частями, но также без указания источников.
Венгерская газета «Kecskeméti lapok» от 15 июля 1916 года сообщила о том, что среди захваченных русских военнопленных якобы были некие раненые японские артиллеристы с буковинского фронта. Британская «Daily review of the foreign press» также писала о захваченных японских офицеров-артиллеристов.

## Численность и состав
Австралийская газета The Freeman's Journal в 1915 году писала, что, по информации Масудзиро Хонды на 27 марта полковник Миягава и ещё восемь офицеров «получили приказ отправиться в Петроград, чтобы обучить русские войска обращению с гаубицами. Несколько дней назад эти офицеры были приглашены в российское посольство на прощальный обед, а на следующий день были приняты на специальную аудиенцию для прощания с императором». В 1915 году The Japan Chronicle также сообщает о 9 японских офицерах, которых отправили в Россию. Японский доброволец Дэгути Кисабуро в 1915 году, согласно его письмам, встретился с японским военным наблюдателем Хасэбэ Сёго. В частной беседе Хасэбэ сообщил Дэгути, что в зоне ответственности корпуса находится 31 японский артиллерист (11 офицеров и 20 нижних чинов) и что линия фронта проходит всего в 400 метрах от их расположения. На межсоюзнической конференции 29 ноября 1916 года представители японской армии сообщили о 25 инструкторах-добровольцах, обслуживающих тяжёлую японскую артиллерию в России. 
По данным Барышева Э. А. численность инструкторов была 11 офицеров и несколько унтер-офицеров. Павлов А. Ю пишет, что в Россию прибыла группа из 11 японских офицеров и 17 нижних чинов. Павлов Д.Б сообщает о 29 инструкторах, среди которых было 12 офицеров, на момент 6 апреля 1915 года. Аналогичную численность сообщает и историк Станислав Чернявский.

### Известный состав
- Полковник, а затем генерал-майор Миягава (Миякава) Ёсинари — японский офицер из артиллерийской школы императорской армии[39], первоначальный глава японских инструкторов[5]. В декабре 1915 года российский Главный штаб ходатайствовал о продлении его командировки в России[43].
- Подполковник Киёси Фуруя — японский военный наблюдатель в 5-й армии, бывший разведчик в России в 1909-1911 года. Был назначен главой инструкторов-артиллеристов после отзыва Миягавы[22][19].
- Майор Синъити Кога — японский эксперт в тяжёлой артиллерии[40]. Был представлен к награждению за «выдающуюся и полезную работу» в Ревеле к ордену Св. Анны 2 степени[44].
- Капитан Иосинобу Умеда — японский офицер, был представлен к награждению за «выдающуюся и полезную работу» в Ревеле к ордену Св. Станислава 2-й степени[44].
- Капитан Суэво Хориике  — японский офицер, был представлен к награждению за «выдающуюся и полезную работу» в Ревеле к ордену Св. Станислава 2-й степени[44].
- Капитан Мацузо Фуказава — японский офицер, был представлен к награждению за «выдающуюся и полезную работу» в Ревеле к ордену Св. Станислава 2-й степени[44]
- Капитан Отодзи Такэси[45] — японский офицер, был представлен к награждению за «выдающуюся и полезную работу» в Ревеле к ордену Св. Станислава 2-й степени[44].
- Капитан Таий — японский офицер, руководил японскими инструкторами в Ревеле[12].
- Капитан[40], а затем майор Коидэ[43] — японский офицер, эксперт в тяжёлой артиллерии[40]. В декабре 1915 года российский Главный штаб ходатайствовал о продлении его командировки в России[43].
- Капитан Минео — японский офицер, эксперт в тяжёлой артиллерии[40].
- Капитан Хорити[46].
- Капитан Морита — японский офицер. В декабре 1915 года российский Главный штаб ходатайствовал о продлении его командировки в России[43].
- Поручик Исаво Танака — японский офицер, был представлен к награждению за «выдающуюся и полезную работу» в Ревеле к ордену Св. Анны 3-й степени[44]. В декабре 1915 года российский Главный штаб ходатайствовал о продлении его командировки в России[45].
- Поручик Кимура — переводчик[5].
- Прапорщик Киутаро Нагатоми — японский офицер, был представлен к награждению за «выдающуюся и полезную работу» в Ревеле к ордену Св. Станислава 3-й степени[44].
- Прапорщик Такэси Симизава — японский офицер, был представлен к награждению за «выдающуюся и полезную работу» в Ревеле к ордену Св. Станислава 3-й степени[44].
- Фельдфебель Иосинаво Саса и механик Иосихико Вада — за работу в Ревеле были представлены к золотой медали на Аннинской ленте[44].
- Мастеровые Казима Танака, Томизо Синдо, Ицузо Сигеока, Сукедиро Фукухара, Сакудиро Имаи и Отодиро Китаока — за работу в Ревеле были представлены к серебряной медали на Станиславской ленте[44].

## Реакция

### Россия
В своих письмах российские военнослужащие сообщали преувеличенные сведения о прибытии на фронт союзников: «К нам пришли японские артиллеристы с орудиями, вес снарядов коих до 35 пудов». Генерал Ю.Н. Данилов позже вспоминал: «японские орудия с небольшим количеством японских инструкторов прибыли в Россию и были использованы в первый же период войны. Замечательна та тщательность и обдуманность, с какою японцами была произведена упаковка и отправка этой артиллерии в Россию. Вследствие этого последовательная постановка каждого орудия на позицию требовала минимального времени».
Российские СМИ не проявили никакой реакции на прибытии японских специалистов.  

### Япония
Японская газета «Japan Times» истолковала приглашение инструкторов как официальное признание военного мастерства Японии и свидетельство устаревшей тактики русской армии, все ещё придерживавшейся наполеоновских стратегий. Газета Osaka Mainichi сообщила, что «Японские офицеры отправятся из российской столицы на боевые рубежи с орудиями, которые будут направлены на немцев. Это будет великолепное зрелище, когда японские тяжелые орудия обменяются снарядами со знаменитыми немецкими 42-см орудиями». 

### Австралия
Газета The Freeman's Journal в 1915 году с ссылкой на «военного авторитета в высших кругах» указала, что это является одним из примеров русско-японского сотрудничества, а японские пушки будут использованы, например, против Кракова, а их огромная разрушительная сила поможет в значительной степени осуществить то, что Россия пытается достичь. Газета «The Mercury» в июле 1915 года, ссылаясь на корреспондента из Токио, утверждала, что «теперь точно известно, что японские орудия, укомплектованные японцами<...> находятся на русском фронте, сметая германские и австрийские траншеи». Статья указывала на прибытие японских инструкторов, представляя это как наиболее практическую и высокоэффективную помощь со стороны Японии.
В сентябре 1915 года газета «The Advertiser», подвергая сомнению успехи Германии под Варшавой, писала: «Есть веские основания полагать, что несколько батарей грозных японских орудий... находились на этом фронте». Далее автор задавался вопросом о их судьбе и отмечал, что отсутствие в немецких отчетах сведений о захвате этих ценных орудий ставит под сомнение масштабы германской победы. Австралийский «Industrial & Mining Standard» в 1916 году написал, что «орудия на пути в Россию сопровождались японскими артиллеристами; и не будет удивительно если японские войска будут задействованы на одном из европейских фронтов». 

### США
Журналист Сэмюэл Блайт в статье для «The Saturday Evening Post» в 1915 году писал, что причиной катастрофического положения русской армии была нехватка оружия и боеприпасов, вызванная тем, что «в Петрограде бюрократы препираются из-за деталей в контрактах, требуют себе проценты... задерживая-задерживая-задерживая!». В этих условиях, по его словам, японская помощь стала ключевой: «Да ведь лучшая артиллерия, которая у них есть, — это японская артиллерия, укомплектованная японскими артиллеристами, — людьми, которые сражались с ними насмерть десять лет назад, — и японские эксперты во всех областях помогают им».
Газета «San Francisco Call» 15 июня 1916 года утверждала, что японцы используют русскую армию как полигон для «практики», так как «нет ничего лучше для подготовки хорошего солдата, чем убийство настоящих людей». По версии издания, Россия была «рада получить их услуги», а японские артиллеристы были размещены в «относительно безопасных местах, пока они убивают на дальней дистанции». Вся эта военная подготовка, по мнению издания, проходила на фоне подготовки Японией «повода для нападения» на США. Статья завершалась призывом к американскому правительству осознать угрозу и задавалась вопросом: «А что делают США, что делают её артиллеристы и офицеры?». Аналогичную статью позже опубликовала и Los Angeles Herald.
Американский «The Weekly American Courier» в 1918 году написал о том, что японские инструкторы-артиллеристы были вежливо встречены русскими офицерами и интеллигенцией, но подметил негативное влияние русско-японской войны.

### Другие страны Антанты
В западноевропейской прессе распространялись слухи о разногласия, которые якобы возникали у японских инструкторов с русским командованием. В годовом сборнике еженедельника «The Boy's Own Paper» за 1914/15 год, в статье о производстве тяжелых орудий, отмечалось прибытие в Петроград «полковника Миягавы и нескольких других японских офицеров» для обучения русских. В статье Япония характеризовалась как передовой производитель артиллерии, которому «хорошо послужил опыт, полученный при бомбардировке Порт-Артура», а её орудия — как имеющие «исключительно простой затвор».  
Сингапурская газета «Pinang Gazette and Straits Chronicle» от 9 июля 1915 года сообщала о том, что Россия была вынуждена обратиться к Японии, осознав превосходство австро-германской артиллерии и признав, что её собственная артиллерия, следующая «старой тактике наполеоновских времен», была «слишком легкой». Японцы обучают русских артиллеристов и участвуют в боях. Газета утверждала, что с помощью «последних и наиболее эффективных» японских орудий русские внедрили «новую систему артиллерийской обороны», и выражала уверенность, что как только русская артиллерия станет столь же эффективной, как немецкая, «конец [войны] будет значительно ускорен». 
Индийский журнал «The Modern Review» в 1916 подчеркнул сильное русско-японское сближение: «Только сейчас Япония проявляет большую любовь к России, своему давнему врагу. Мы все знаем, что Япония поставляет России боеприпасы; она даже послала японских артиллеристов, чтобы научить своего друга эффективно стрелять».  

### Центральные державы
Оценку деятельности иностранных инструкторов в 1916 году дал начальник германского Генерального штаба, фельдмаршал Пауль фон Гинденбург. В интервью, опубликованном в американском журнале «The Literary Digest», он заявил: «...только русская артиллерия стала более эффективной благодаря обучению французскими и японскими офицерами, которые частично командуют. Но наша артиллерия остается превосходящей».  
Венгерский журнал «Elet» в 1916 году также заметил наличие японских артиллеристов на русском фронте. Немецкая газета «Lübeckische Anzeigen» от 26 июля 1917 года утверждала, что Россия находится под полным внешним контролем, а её армией управляют иностранцы: «Английские, французские и японские офицеры командуют русской артиллерией и руководят техническими операциями». Издание обвиняло российское правительство в готовности «продать свою родину Англии» из-за слепой ненависти к Германии. Немецкий «Geographischer Anzeiger» 1917 года подметил, что вклад Японии в войне ограничивается участием нескольких японских офицеров и артиллеристов.  

## Исследования и историография
Норман Эйнджелл в книге 1916 года «The dangers of half-preparedness» указывает, что в то время, пока европейские державы вовлечены в войну и ослабляют друг друга, в частности ослабляется военная мощь Германии, Япония использует эту ситуацию, чтобы усилить свое влияние в Китае. Он приводит факт, что «русские используют японских артиллерийских инструкторов и японскую артиллерию для уничтожения немцев» и это отвлекает внимание от возрастающей японской угрозы. The Encyclopædia Britannica в 1926 году писала, что «Западные державы были менее успешны в своих попытках убедить своего союзника за пределами Европы, Японию, оказать им активную помощь. После взятия Циндао Япония сочла ненужным вести дальнейшие активные боевые действия. Теперь она довольствовалась тем, что снабжала своих союзников военными материалами, а в случае с Россией — артиллерийскими инструкторами, пользуясь тем временем благоприятной возможностью расширить сферу своего влияния на Дальнем Востоке».
Доктор исторических наук Михайлов Вадим Викторович раскритиковал утверждение доктора исторических наук Ю.С. Пестушко в работе «Почему японские войска так и не попали на европейский фронт» о том, что «за исключением нескольких представителей японского генерального штаба, никто из японских добровольцев на европейский театр военных действий так и не был направлен». Михайлов указал, что офицеры генштаба по определению не могут считаться добровольцами, так как имеют официальный статус, а также, помимо упомянутых Пестушко офицеров генштаба, несколько сотен японских артиллеристов и инструкторов были направлены в действующую российскую армии, а японские добровольцы в единичном числе все же воевали на Европейском театре военных действий. 

## Память
На родине Такеси Отодзи, в городе Сайдзё (префектура Эхимэ), были обнаружены его личные документы, связанные со службой. В 2012 году сообщалось, что заведующий отделом истории и краеведения местной библиотеки Томодзава Акира нашёл в заброшенном доме родственников офицера указы о награждении его российскими орденами Святой Анны III степени и Святого Станислава II степени, подписанные императором Николаем II. Эти находки легли в основу выставки, посвященной жизни Такеси Отодзи и его деятельности в России в период Первой мировой войны.